# 東京大学運動会ア式蹴球部
東京大学運動会ア式蹴球部（とうきょうだいがくうんどうかいあしきしゅうきゅうぶ、英語: The University of Tokyo Association Football Club）は、東京都文京区にある東京大学のサッカー部。 東大サッカー部と通称される。
「ア式蹴球」とはアソシエーション式フットボールの略で、サッカーのことである。

## 歴史
日本で最初にサッカーを受容したのは東京高等師範学校（現：筑波大学）である。その後、他の東京や関西の師範学校でも、東京高師に習ってサッカーの受容が行われた。これら師範学校の卒業生は、卒業後教員として各地に散らばりそこでサッカーの普及を行った。特に広島県の中等学校はサッカーの受容に積極的であり、早くも1900年代の初めには県内各地の中等学校でサッカーが活発に行われていた。
こうした環境の中で育ったのが広島一中→一高→東京帝大と進んだ野津謙である。1918年に野津は一高から東京帝大に進学するが、彼はそこでサッカー部を創設した。これが東京帝国大学ア式蹴球部である（以下帝大とする）。広島一中で野津の一学年上が平田一三で、平田も進学した関西学院大学で（サッカー部）を、野津の一学年下の深山静夫も進学した慶應義塾大学でサッカー部をそれぞれ創部している。当初の帝大ア式蹴球部は、野津のためのサッカー部という色彩が強かった。野津は1921年に極東選手権競技大会のサッカー日本代表に選抜される。この後、野津は関東の大学チームで互いに切磋琢磨しレベルアップを図るべきであると考えるに至り、1922年に早稲田大、東京高師、東京商科大と共に日本最初のサッカーリーグとなる「専門学校蹴球リーグ戦」を開始させた。
「専門学校蹴球リーグ戦」は翌年には中止されるが、野津はその再開に奔走した。その努力の甲斐があって1925年からリーグの運営を体系立てた上で、「ア式蹴球東京コレッヂリーグ」（現：関東大学サッカーリーグ戦）として再開されることとなった。第1回大会では早稲田の後塵を拝して2位となったが、その後1926年から1931年まで帝大がア式蹴球東京コレッヂリーグで6連覇を果たした。
1925年にア式蹴球全國優勝競技會（兼第2回明治神宮競技大会。第5回天皇杯全日本サッカー選手権大会）で大学チームとして初めて全国大会の決勝戦まで進出した（決勝で鯉城蹴球団に敗北）。
1931年、「東京帝大LB」として出場したア式蹴球競技會（兼第6回明治神宮大会。第11回天皇杯全日本サッカー選手権大会）の決勝で興文中学を破り、初優勝した。
1936年のベルリンオリンピックに選手として種田孝一、竹内悌三、高橋豊二、コーチとして竹腰重丸がそれぞれ選出された。
1949年の学制改正に伴い、大学の名称が変更され東京大学ア式蹴球部となった。また、同年より京都大学蹴球部との定期戦が開始された。
1953年、第3回国際大学スポーツ週間（ユニバーシアードの前身）に選手として岡野俊一郎、監督として竹腰が選出された。
1956年、関東大学リーグの入れ替え戦で法政大学に1-2で敗れて、関東大学リーグ2部に降格した。
1977年、入替戦で立正大学に1-2で敗れ、東京都大学リーグ1部に降格した。
日本サッカー協会には、野津と岡野2人の協会会長を輩出しているほか、一時篠島秀雄が副会長を務めていた。また、竹腰と岡野は日本代表の監督を務めた。日本サッカー協会会長を務めた人物の中で東大出身の会長が最も多い。
2011年、久木田紳吾がファジアーノ岡山FCに入団し、同部からは初のJリーガーとなった。
2017年より元日本代表の岩政大樹がコーチに就任（東京ユナイテッドFC選手兼コーチとの同時就任）。
2021年からは柏レイソルや東京ヴェルディ等で活躍した元Jリーガーの林陵平が監督に就任。またテクニカルアドバイザーに杉崎健が就任した。

## 戦績
- 太字はリーグ、カップ戦優勝
- 表中の略記・着色セルの内訳は以下の通り

| リーグ、カップ戦優勝 | リーグ、カップ戦準優勝 | リーグ3位、カップ戦ベスト4 |
| 年度 | 所属    | 順位 | 監督     |
| ---- | ------- | ---- | -------- |
| 1949 | 関東1部 | 4位  | 有馬洪   |
| 1950 | 関東1部 | 5位  | 有馬洪   |
| 1951 | 関東1部 | 6位  | 有馬洪   |
| 1952 | 関東1部 | 7位  | 有馬洪   |
| 1953 | 関東1部 | 6位  | 有馬洪   |
| 1954 | 関東1部 | 7位  | 有馬洪   |
| 1955 | 関東1部 | 7位  | 横山陽三 |
| 1956 | 関東1部 | 8位  | 田村三郎 |
| 1957 | 関東2部 | 2位  | 横山陽三 |
| 1958 | 関東2部 | 2位  | 大埜正雄 |
| 1959 | 関東2部 | 優勝 | 須賀敏孝 |
| 1960 | 関東2部 | 4位  | 須賀敏孝 |
| 1961 | 関東2部 | 2位  | 須賀敏孝 |
| 1962 | 関東2部 | 優勝 | 須賀敏孝 |
| 1963 | 関東2部 | 3位  | 須賀敏孝 |
| 1964 | 関東2部 | 5位  | 須賀敏孝 |
| 1965 | 関東2部 | 3位  | 須賀敏孝 |
| 1966 | 関東2部 | 6位  | 須賀敏孝 |
| 1967 | 関東2部 | 5位  | 浅見俊雄 |
| 1968 | 関東2部 | 3位  | 浅見俊雄 |
| 1969 | 関東2部 | 優勝 | 浅見俊雄 |
| 1970 | 関東2部 | 4位  | 浅見俊雄 |
| 1971 | 関東2部 | 4位  | 浅見俊雄 |
| 1972 | 関東2部 | 7位  | 浅見俊雄 |
| 1973 | 関東2部 | 4位  | 浅見俊雄 |
| 1974 | 関東2部 | 6位  | 浅見俊雄 |
| 1975 | 関東2部 | 6位  | 浅見俊雄 |

| 年度 | 所属       | 順位 | 監督     |
| ---- | ---------- | ---- | -------- |
| 1976 | 関東2部    | 5位  | 武田厚   |
| 1977 | 関東2部    | 7位  | 武田厚   |
| 1978 | 東京都1部  | 6位  | 古村一郎 |
| 1979 | 東京都1部  | 6位  | 古村一郎 |
| 1980 | 東京都1部  | 4位  | 内田純司 |
| 1981 | 東京都1部  | 5位  | 吉沢伸明 |
| 1982 | 東京都1部  | 6位  | 南谷尚志 |
| 1983 | 東京都1部  | 8位  | 兵頭圭介 |
| 1984 | 東京都2部  | 4位  | 兵頭圭介 |
| 1985 | 東京都2部  | 優勝 | 平林健一 |
| 1986 | 東京都1部  | 4位  | 平林健一 |
| 1987 | 東京都1部  | 2位  | 平林健一 |
| 1988 | 東京都1部  | 7位  | 平林健一 |
| 1989 | 東京都1部  | 6位  | 平林健一 |
| 1990 | 東京都1部  | 4位  | 平林健一 |
| 1991 | 東京都1部  | 4位  | 吉田隆   |
| 1992 | 東京都1部  | 4位  | 吉田隆   |
| 1993 | 東京都1部  | 8位  | 吉田隆   |
| 1994 | 東京都2部  | 4位  | 吉田隆   |
| 1995 | 東京都2部  | 優勝 | 吉田隆   |
| 1996 | 東京都2部  | 6位  | 吉田隆   |
| 1997 | 東京都2部  | 6位  | ―        |
| 1998 | 東京都3部B | 優勝 | 服部一郎 |
| 1999 | 東京都2部  | 3位  | 服部一郎 |
| 2000 | 東京都2部  | 優勝 | 服部一郎 |
| 2001 | 東京都1部  | 8位  | 服部一郎 |
| 2002 | 東京都2部  | 6位  | 服部一郎 |

| 年度 | 所属       | 順位 | 勝点 | 試合 | 勝 | 分 | 敗 | 得点 | 失点 | 得失 | 監督     |
| ---- | ---------- | ---- | ---- | ---- | -- | -- | -- | ---- | ---- | ---- | -------- |
| 2003 | 東京都3部B | 2位  |      |      |    |    |    |      |      |      | 服部一郎 |
| 2004 | 東京都3部B | 2位  | 16   | 7    | 5  | 1  | 1  | 16   | 6    | +10  | 服部一郎 |
| 2005 | 東京都2部  | 4位  | 12   | 7    | 3  | 3  | 1  | 12   | 6    | +6   | 服部一郎 |
| 2006 | 東京都2部  | 3位  |      |      |    |    |    |      |      |      | 福田雅   |
| 2007 | 東京都2部  | 5位  | 13   | 9    | 4  | 4  | 1  | 15   | 13   | +2   | 薮内俊和 |
| 2008 | 東京都2部  | 4位  | 19   | 9    | 6  | 1  | 2  | 18   | 11   | +7   | 薮内俊和 |
| 2009 | 東京都2部  | 2位  | 20   | 9    | 6  | 2  | 1  | 27   | 10   | +17  | 胡内健一 |
| 2010 | 東京都1部  | 4位  | 16   | 9    | 5  | 1  | 3  | 22   | 18   | +4   | 胡内健一 |
| 2011 | 東京都1部  | 優勝 | 17   | 9    | 5  | 2  | 2  | 15   | 13   | +2   | 胡内健一 |
| 2012 | 東京都1部  | 7位  | 12   | 9    | 3  | 3  | 3  | 12   | 10   | +2   | 胡内健一 |
| 2013 | 東京都1部  | 8位  | 15   | 18   | 4  | 3  | 11 | 18   | 22   | -4   | 利重孝夫 |
| 2014 | 東京都1部  | 9位  | 15   | 18   | 4  | 3  | 11 | 11   | 21   | -10  | 利重孝夫 |
| 2015 | 東京都2部  | 3位  | 31   | 18   | 9  | 4  | 5  | 24   | 18   | +6   | 利重孝夫 |
| 2016 | 東京都1部  | 10位 | 8    | 18   | 2  | 2  | 14 | 12   | 40   | -28  | 利重孝夫 |
| 2017 | 東京都2部  | 6位  | 22   | 18   | 6  | 8  | 4  | 21   | 21   | 0    | 福田雅   |
| 2018 | 東京都2部  | 優勝 | 42   | 18   | 13 | 2  | 3  | 53   | 20   | +33  | 福田雅   |
| 2019 | 東京都1部  | 9位  | 15   | 18   | 4  | 3  | 11 | 15   | 31   | -16  | 福田雅   |
| 2020 | 東京都2部  | 2位  | 27   | 13   | 9  | 0  | 4  | 23   | 12   | +11  | 山口遼   |
| 2021 | 東京都1部  | 13位 | 9    | 24   | 2  | 3  | 19 | 11   | 56   | -45  | 林陵平   |
| 2022 | 東京都2部  | 2位  | 43   | 20   | 13 | 4  | 3  | 43   | 14   | 29   | 林陵平   |
| 2023 | 東京都1部  | 7位  | 32   | 22   | 8  | 8  | 6  | 26   | 21   | 5    | 林陵平   |
| 2024 | 東京都1部  | 10位 | 19   | 22   | 5  | 4  | 13 | 32   | 41   | -9   | 桑原徹   |

## 主な成績
- 天皇杯全日本サッカー選手権大会
  - 優勝：3回 (東京帝大LBとして1回（1931年）、東大LBとして2回（1946年、1949年）)
  - 準優勝：1回 (1925年)
- 全日本大学サッカー選手権大会
  - 優勝：1回 (1952)
- 東西学生蹴球対抗王座決定戦
  - 優勝：4回 (1929、1930、1931、1942)
  - 準優勝：1回 (1948)
- 関東大学サッカーリーグ戦1部
  - 優勝：9回 (1926年-1931年、1941年、1942年、1948年)
  - 準優勝：6回 (1924年、1925年、1935年、1937年、1938年、1946年)

## 主な出身選手
- （注記）太字は日本サッカー殿堂入り、（）は卒業年度

| - 新田純興 (1922) - 野津謙 (1923) - 田中豊 (1923) - 岸本英夫 (1926) - 中島健蔵 (1928) - 竹腰重丸 (1929) - 高山忠雄 (1930) - 春山泰雄 (1930) - 篠島秀雄 (1931) - 手島志郎 (1932) - 若林竹雄 (1932) - 近藤台五郎 (1932) - 竹内悌三 (1932) - 野沢正雄 - 高山英華 (1934) | - 種田孝一 (1938) - 高橋豊二 (1939) - 有馬洪 (1941) - 直木和 (1941) - 大谷四郎 (1942) - 加藤信幸 (1944) - 天野公義 (1946) - 渡辺洋三 (1947) - 遠山直道 (1948) - 大埜正雄 (1949) - 中条一雄 (1953) - 牛木素吉郎 (1956) - 西本晃二 (1956) - 浅見俊雄 (1956) - 岡野俊一郎 (1957) | - 畔柳信雄 (1964) - 鳥原光憲 (1966) - 熊谷貞俊 (1967) - 利重孝夫 (1988) - 久木田紳吾 (2010) - 添田隆司 (2014) |

## 関連するクラブ
- 東大LB：東京大学運動会ア式蹴球部のOBチームとして1994年に創設。2013年よりチーム名称をチームDiegoから東大LB（Light Blueの頭文字）へ変更した。現在は東京都社会人サッカーリーグに所属している。
- 東京大学運動会ア式蹴球部女子：2014年に創設された女子サッカーチームで、関東大学女子サッカーリーグに所属している。
- 東京ユナイテッドFC